# منالی تاکور
مُنالی تاکور (انگلیسی: Monali Thakur؛ زادهٔ ۳ نوامبر ۱۹۸۵) اهل هند است. وی از سال ۲۰۰۶ میلادی تاکنون مشغول فعالیت بوده‌است.
از فیلم‌ها یا برنامه‌های تلویزیونی که وی در آن نقش داشته است می‌توان به[[ ''پی‌کی، فوق‌ستاره مخفی و دکان]] اشاره کرد.
وی همچنین برنده جوایزی همچون جایزه فیلم‌فیر شده است.